# Komutsch
Das Komutsch (russisch Комуч, Abkürzung für Komitee der Mitglieder der konstituierenden Versammlung) war eine „Regierung“ der Rechten Sozialrevolutionäre, die sich während des Russischen Bürgerkriegs in der ersten Hälfte des Jahres 1918 in Samara an der Wolga gebildet hatte. Es setzte sich aus Mitgliedern der konstituierenden Versammlung zusammen, die im November 1917 gewählt wurde und die von den Bolschewiki verjagt wurde. Erklärtes Ziel war die Wiederherstellung der bürgerlichen Demokratie. Im September 1918 wurde das von der Komutsch beherrschte Gebiet von den Bolschewiki erobert.